# Shelley Fabares
Michele Ann Marie "Shelley" Fabares (Santa Mónica, California, 19 de enero de 1944) es una actriz y cantante estadounidense. Sus interpretaciones más conocidas fueron, como hija de Donna Reed en The Donna Reed Show (1958–1963) y como Christine Armstrong en la serie Entrenador (1989–1997). En el cine, protagonizó tres películas junto a Elvis Presley. Como cantante, publicó en abril de 1962 el sencillo "Johnny Angel" que alcanzó el número uno de la lista Billboard Hot 100.

## Biografía
Fabares nació en Santa Mónica, California y es sobrina de la también actriz Nanette Fabray. Comenzó a actuar a la edad de tres años y con diez hizo su debut televisivo en un episodio de Letter to Loretta. Tras aparecer como artista invitada en varias series de televisión, Fabares fue contratada para interpretar el papel de Mary Stone en la serie familiar The Donna Reed Show.
Su popularidad nacional le llevó a firmar un contrato discográfico con el que consiguió algunos éxitos musicales, entre los que destaca el sencillo "Johnny Angel," que alcanzó el número uno de la lista Billboard Hot 100 en abril de 1962, llegando también a las listas británicas. El disco llegó a superar el millón de copias vendidas y fue certificado disco de oro. A esto le siguió un segundo álbum, The Things We Did Last Summer, que incluía dos canciones de éxito "Johnny Loves Me", que alcanzó el puesto 21 en las listas de éxitos y "The Things We Did Last Summer", que llegó al 46. Fabares dejó The Donna Reed Show en 1963 (volvería periódicamente hasta su final en 1966) para buscar otras oportunidades de actuación. Lanzó un tercer álbum, Teenage Triangle en 1963, junto con su compañero de reparto Paul Petersen.
Fue una de las protagonistas femeninas de la película de surf Ride the Wild Surf (1964). Al año siguiente, protagonizó junto a Elvis Presley la película Girl Happy para la Metro-Goldwyn-Mayer e interpretó al interés amoroso de Peter Noone, de Herman's Hermits, en la película Hold On!, para el mismo estudio. MGM hizo un piloto para una serie de televisión basada en la película Meet Me in St. Louis con Fabares a la cabeza, pero ninguna cadena se mostró receptiva. Trabajó de nuevo con Elvis Presley en las películas Spinout (1966), para MGM y Clambake (1967), para United Artists.
Sam Katzman la eligió como el interés amoroso de un joven Hank Williams Jr. en A Time to Sing (1968). Durante los 70, Fabares intervino en numerosas serie de televisión, entre las que destacan Love, American Style, The Rockford Files, The Interns, Mannix, The Practice, Mary Hartman, Mary Hartman y La isla de la fantasía. En 1971, protagonizó junto a Billy Dee Williams y James Caan el exitoso telefilme Brian's Song, basado en la historia real del jugador de fútbol americano de los Chicago Bears, Brian Piccolo, que falleció a consecuencia de un cáncer en 1970. En 1981, Fabares interpretó el papel de Francine Webster en la serie de la CBS, One Day at a Time.
En 1989, fue elegida para interpretar al personaje de Christine Armstrong Fox en la serie  Entrenador. Por este trabajo, Fabares fue dos veces nominada a los Premios Primetime Emmy. En 1994, fue reconocida en los Premios Artista Joven por su papel de Mary Stone en The Donna Reed Show. Tras el final de Entrenador en 1997, Fabares puso voz a Martha "Ma" Kent en Superman: la serie animada. Repitió el rol en dos ocasiones más, en 2003 en Liga de la Justicia y de nuevo en 2006 en Superman: Brainiac Attacks.

### Vida personal
En la autobiografía "Elvis y yo" Priscilla Beaulieu refleja que sentía deconfianza de muchas de las coestrellas femeninas con las que trabajaba Elvis Presley en sus películas y que Elvis se negó a presentarle a Shelley lo cual le despertó a ella inquietudes.  No obstante ello, Sonny West, uno de los amigos íntimos de Elvis en ese entonces, comentó que para cuando Elvis se interesó por Favares ella ya había puesto firmemente su mirada en alguien más que resultó ser su marido. 
Fabares se casó en junio de 1966 con el productor Lou Adler, de quien se separó ese mismo año y se divorció definitivamente en 1980. En 1984, contrajo matrimonio con el actor Mike Farrell. Fabares fue amiga desde la infancia de la actriz Annette Funicello, a quien conoció en la escuela.
En octubre de 2000, Fabares fue diagnosticada de Hepatitis autoinmune y tuvo que recibir un trasplante de hígado.

## Filmografía
| Año  | Título                     | Personaje         | Notas                         |
| ---- | -------------------------- | ----------------- | ----------------------------- |
| 1955 | The Girl Rush              | Kim - Age 9       | No acreditada                 |
| 1956 | Never Say Goodbye          | Suzy Parker       |                               |
| 1956 | La mala semilla            | Margie            | No acreditada                 |
| 1957 | Jeanne Eagels              | Chica             | No acreditada                 |
| 1958 | Summer Love                | Twinkie Daley     |                               |
| 1958 | Marjorie Morningstar       | Novia de Seth     | No acreditada                 |
| 1964 | Ride the Wild Surf         | Brie Matthews     |                               |
| 1965 | Girl Happy                 | Valerie Frank     |                               |
| 1966 | Hold On!                   | Louisa Page       |                               |
| 1966 | Spinout                    | Cynthia Foxhugh   |                               |
| 1967 | Clambake                   | Dianne Carter     |                               |
| 1968 | A Time to Sing             | Amy Carter        |                               |
| 1971 | Brian's Song               | Joy Piccolo       |                               |
| 1987 | Hot Pursuit                | Buffy Cronenberg  |                               |
| 1990 | Love or Money              | LuAnn Reed        |                               |
| 2006 | Superman: Brainiac Attacks | Martha Kent (Voz) | Estrenada directamente en DVD |

| Año          | Título                                  | Personaje            | Notas         |
| ------------ | --------------------------------------- | -------------------- | ------------- |
| 1954–1958    | Letter to Loretta                       | Marie Schumann Kathy | 2 episodios   |
| 1955         | Producers' Showcase                     | Rebecca Gibbs        | 1 episodio    |
| 1955         | Matinee Theater                         | Young Cathy          | 1 episodio    |
| 1955         | Captain Midnight                        | Mary Kingsley        | 1 episodio    |
| 1956         | Annie Oakley                            | Prudy Warren         | 1 episodio    |
| 1957         | Fury                                    | Midge Mallon         | 1 episodio    |
| 1958         | Walt Disney Presents: Annette           | Moselle Corey        | 15 episodios  |
| 1958–1965    | The Donna Reed Show                     | Mary Stone           | 191 episodios |
| 1959         | The Rebel                               | Nora Hendry          | 1 episodio    |
| 1963         | Mr. Novak                               | Dani Cooper          | 2 episodios   |
| 1964         | The Eleventh Hour                       | Carol Hamilton       | 1 episodio    |
| 1964         | Arrest and Trial                        | Donna Blaney         | 1 episodio    |
| 1964         | The Twilight Zone                       | Ellen Tillman        | 1 episodio    |
| 1968         | El fantasma y la señora Muir            | Vanessa              | 1 episodio    |
| 1969         | Daniel Boone                            | Charity Brown        | 1 episodio    |
| 1969         | Lancer                                  | Melissa Harper       | 1 episodio    |
| 1969         | Bracken's World                         | Hilary Saxon         | 1 episodio    |
| 1969         | Centro médico                           | "Mike" Carter        | 1 episodio    |
| 1971         | Longstreet                              | Marianne Franklin    | 1 episodio    |
| 1971         | Brian's Song                            | Joy Piccolo          | Telefilme     |
| 1971         | Owen Marshall: Counselor at Law         | Lorraine Latham      | 1 episodio    |
| 1972         | McCloud                                 | Natalie Rudell       | 1 episodio    |
| 1972         | Cade's County                           | Stephanie            | 1 episodio    |
| 1972         | The Brian Keith Show                    | Dr. Anne Jamison     |               |
| Police Story | Annette Weiner                          | 1 episodio           |               |
| 1974         | Ironside                                | Charlotte Black      | 1 episodio    |
| 1974         | The Rockford Files                      | Jolene Hyland        | 1 episodio    |
| 1975         | The Rookies                             | Ann McNeal           | 1 episodio    |
| 1975         | Matt Helm                               | Chris/Tina           | 1 episodio    |
| 1975         | Barnaby Jones                           | Susan Burke          | 1 episodio    |
| 1976         | Marcus Welby, M.D.                      | Norma Fritchie       | 1 episodio    |
| 1976         | Spencer's Pilots                        | Annette              | 1 episodio    |
| 1976-1977    | The Practice                            | Jenny Bedford        | 27 episodes   |
| 1977–1978    | Mary Hartman, Mary Hartman              | Eleanor Major        |               |
| Vega$        | Linda Stockwood                         | 1 episodio           |               |
| 1978         | The Incredible Hulk                     | Holly Cooper         | 1 episodio    |
| 1978–1984    | One Day at a Time                       | Francine Webster     | 23 episodios  |
| 1979         | Hello, Larry                            | Marion Alder         | 3 episodios   |
| 1979         | Highcliffe Manor                        | Helen                | 6 episodios   |
| 1980–1981    | Mork & Mindy                            | Cathy                | 3 episodios   |
| 1980–1985    | The Love Boat                           | Various roles        | 3 episodios   |
| 1983         | Matt Houston                            | Barbara Newton       | 1 episodio    |
| 1983         | ABC Afterschool Special                 | Fran Brogliatti      | 1 episodio    |
| 1983         | Memorial Day                            | Ellie Walker         | Telefilme     |
| 1985         | The Canterville Ghost                   | Lucy                 | Telefilme     |
| 1985         | Suburban Beat                           | Mimi                 | Telefilme     |
| 1987         | Newhart                                 | Diane Beckwith       | 1 episodio    |
| 1988         | Run Till You Fall                       | Kathy Reuben         | Telefilme     |
| 1989         | Murder, She Wrote                       | Liza Caspar          | 2 episodios   |
| 1989–1997    | Coach                                   | Christine Armstrong  | 199 episodios |
| 1993         | Deadly Relations                        | Shirley Fagot        | Telefilme     |
| 1995         | The Great Mom Swap                      | Millie Ridgeway      | Telefilme     |
| 1996         | Superman: The Last Son of Krypton       | Martha Kent (Voz)    | Telefilme     |
| 1996–1998    | Superman: la serie animada              | Martha Kent (Voz)    | 8 episodios   |
| 1997         | A Nightmare Come True                   | Lily Zarn            | Telefilme     |
| 1998         | Playing to Win: A Moment of Truth Movie | Nancy Erickson       | Telefilme     |
| 2003         | Liga de la Justicia                     | Ma Kent (Voz)        | 1 episodio    |

## Discografía

### Álbumes de estudio
- Shelley! -- Colpix CP-426 (Mono)/SCP-426 (Stereo) -- #106, 7/62[13]
- The Things We Did Last Summer—Colpix CP-431/SCP-431 -- #121, 10/62
- Teenage Triangle—Colpix CP-444/SCP-444 -- #48, 5/63

Junto a James Darren y Paul Petersen
- Bye Bye Birdie—Colpix CP-454/SCP-454—1963

Canciones de la película cantadas por Shelley, The Marcels, James Darren y Paul Petersen
- More Teenage Triangle—Colpix CP-468/SCP-468—1964

### Canciones para películas
- "Spring Fever" (1965) w/Elvis Presley para la película Girl Happy
- "Make Me Happy" (marzo de 1966) para la película Hold On! MGM Records
- "Next Time I Say Goodbye I'm Leaving" (1968) para la película A Time to Sing (Music From The Original Soundtrack) MCA Records– MCA-1458

### Recopilatorios
- Rare Items And Big Hits Colpix (1989)
- The Best of Shelley Fabares Rhino R2 71651—1994
- Shelley Fabares Johnny Angel Collectables #9931 July 2005
- Shelley Fabares Meets Paul Petersen Collectables Records July 2009
- Growing Up-The 1962 Recordings Jasmine 2014

### Sencillos
| Año                | Título                                                      | Cara B                               | Billboard. | Discográfica   |
| ------------------ | ----------------------------------------------------------- | ------------------------------------ | ---------- | -------------- |
| febrero de 1962    | "Johnny Angel"                                              | "Where's It Gonna Get Me"            | 1          | Colpix 621     |
| abril de 1962      | "What Did They Do Before Rock 'n' Roll"(with Paul Petersen) | "Very Unlikely" (with Paul Petersen) | -          | Colpix 631     |
| mayo de 1962       | "Johnny Loves Me"                                           | "I'm Growing Up"                     | 21         | Colpix 636     |
| agosto de 1962     | "The Things We Did Last Summer"                             | "Breaking Up is Hard to Do"          | 46         | Colpix 654     |
| diciembre de 1962  | "Telephone (Won't You Ring)"                                | "Big Star"                           | 109        | Colpix 667     |
| marzo de 1963      | "Ronnie, Call Me When You Get a Chance"                     | "I Left a Note to Say Goodbye"       | 72         | Colpix 682     |
| octubre de 1963    | "Welcome Home"                                              | "Billy Boy"                          | -          | Colpix 705     |
| enero de 1964      | "Football Season's Over"                                    | "He Don't Love Me"                   | -          | Colpix 721     |
| septiembre de 1964 | "I Know You'll Be There"                                    | "Lost Summer Love"                   | -          | Vee-Jay VJ632  |
| mayo de 1965       | "My Prayer"                                                 | "Pretty Please"                      | -          | Dunhill D-4001 |
| agosto de 1966     | "See Ya 'Round On the Rebound"                              | "Pretty Please"                      | -          | Dunhill D-4041 |

## Premios
| Año  | Premio                 | Resultado | Categoría                                                      | Film or series      |
| ---- | ---------------------- | --------- | -------------------------------------------------------------- | ------------------- |
| 1993 | Premios Primetime Emmy | Nominada  | Primetime Emmy a la mejor actriz de reparto - Serie de comedia | Entrenador          |
| 1994 | Premios Primetime Emmy | Nominada  | Primetime Emmy a la mejor actriz de reparto - Serie de comedia | Entrenador          |
| 1965 | Laurel Awards          | Nominada  | New Faces, Female                                              | -                   |
| 2004 | TV Land Award          | Nominada  | Favorite Teen Dream - Female                                   | The Donna Reed Show |
| 1994 | Premios Artista Joven  | Ganadora  | Former Child Star Lifetime Achievement Award                   | The Donna Reed Show |